# Torrecilla de la Orden
Torrecilla de la Orden – gmina w Hiszpanii, w prowincji Valladolid, w Kastylii i León, o powierzchni 59,88 km². W 2011 roku gmina liczyła 289 mieszkańców.